# Stefan Mutter
Stefan Mutter (Basilea, 3 ottobre 1956) è un ex ciclista su strada e pistard svizzero.
Professionista dal 1979 al 1988, ottenne successi di tappa sia al Tour de France che al Giro d'Italia, vinse un Giro del Mediterraneo e il titolo nazionale in linea nel 1981.

## Carriera
Si mise in luce già da dilettante, nel 1977, riuscendo a vincere alcune tappe in corse a tappe di categoria quali il Tour de l'Avenir, che terminò anche al quinto posto, e al Grand Prix Tell, in cui fu nono. Vinse il Campionato di Zurigo dilettanti, corsa in cui coglierà risultati anche da professionista, ma che non riuscì mai ad aggiudicarsi nella categoria maggiore. Nel 1978 ottenne anche due medaglie di bronzo ai campionati del mondo dilettanti e questi risultati gli permisero il passaggio fra i professionisti a fine stagione.
Iniziò la carriera professionistica nel 1979, in maglia TI-Raleigh, partecipando alla Parigi-Nizza, che concluse tredicesimo. Riuscì a far meglio nel corso della stessa stagione, arrivando ottavo al Critérium du Dauphiné Libéré e quarto al Tour de Romandie, mentre nelle corse in linea fu quarto al Gran Premio di Lugano e riuscì anche ad aggiudicarsi un criterium nella natia Svizzera. L'anno seguente concluse al secondo posto la Parigi-Nizza, all'ottavo il Giro del Belgio e al terzo il Campionato di Zurigo.
Nel 1981 passò alla svizzera Cilo-Aufina, confermandosi ad alti livelli. Vinse a inizio stagione il Giro del Mediterraneo e fu poi quarto alla Tirreno-Adriatico; successivamente, durante la "campagna del nord" in primavera, fu nono al Giro delle Fiandre e all'Amstel Gold Race, quinto alla Freccia Vallone e secondo nella "decana", la Liegi-Bastogne-Liegi, battuto dal connazionale e compagno di squadra Josef Fuchs. Altri piazzamenti arrivarono anche a stagione inoltrata, con un settimo posto ancora nel Campionato di Zurigo e un nono nella Coppa Bernocchi. Fu di conseguenza convocato per i mondiali di Praga in cui colse un ottavo posto.
Nel 1982 confermò i risultati nelle classiche del nord anche in maglia Puch-Eorotex-Campagnolo: fu infatti quarto alla Parigi-Roubaix e terzo alla Liegi-Bastogne-Liegi. Al Tour de France riuscì a conseguire un successo nella seconda semitappa della nona tappa, a Nantes; in stagione fu anche settimo nella classifica generale del Tour de Suisse e ottavo al Giro del Piemonte, e vinse la classifica a punti alla Vuelta a España. L'anno dopo fu quinto nella Tre Valli Varesine e al Tour de Suisse, decimo al Campionato di Zurigo e ottavo alla Gand-Wevelgem. Nel 1984, di nuovo tra le file della Cilo-Aufina, si aggiudicò una tappa al Giro d'Italia; tra le classiche, fu settimo alla Gand-Wevelgem e successivamente anche al Campionato di Zurigo, cui si aggiunsero un settimo posto alla Tirreno-Adriatico e un sesto alla Coppa Placci.
Pur non vincendo, nel 1985, con la divisa dell'italiana Carrera-Inoxpran, conseguì ancora diversi piazzamenti, soprattutto nelle corse italiane: fu infatti terzo alla Tirreno-Adriatico, secondo alla Milano-Torino, settimo al Trofeo Laigueglia e al Giro di Campania. Nel 1986 passò alla PDM-Ultima-Concorde, ma si fece notare solo alla Vuelta a España, con un paio di piazzamenti nelle tappe; furono anche i suoi ultimi risultati, prima del ritiro avvenuto nel 1988.

## Palmarès
- 1977 (dilettanti)

Campionato di Zurigo Dilettanti
Cronoprologo Tour de l'Avenir
5ª tappa Grand Prix Tell
- 1978 (dilettanti)

Giro del Mendrisiotto
- 1981

Campionati svizzeri, Prova in linea
3ª tappa Tour Méditerranéen (Cronoscalata)
Classifica generale Tour Méditerranéen
- 1982

9ª tappa, 2ª semitappa Tour de France
- 1983

Visp-Graechen
3ª tappa 2ª semitappa Vuelta a las Tres Provincias
- 1984

4ª tappa Giro d'Italia
3ª tappa Settimana Ciclistica Internazionale

### Altri successi
- 1979

4ª tappa Tour de France (Cronosquadre)
8ª tappa Tour de France (Cronosquadre)
Leimentalrundfahrt (Criterium)
- 1982

Classifica a punti Vuelta a España
Leimentalrundfahrt (Criterium)
- 1983

Zürich-Hongg (Criterium)
- 1984

Leimentalrundfahrt (Criterium)
- 1989

Criterium di Oberhof

## Piazzamenti

### Grandi Giri
- Tour de France

1979: 76º
1982: 21º
1985: ritirato
1987: ritirato
- Giro d'Italia

1981: 39º
1983: 42º
1984: ritirato
1985: 44º
- Vuelta a España

1982: 7º
1986: 19º

### Classiche monumento
- Milano-Sanremo

1980: 28º
1981: 26º
1983: 58º
1985: 14º
1987: 47º
- Giro delle Fiandre

1981: 9º
1982: 19º
1985: 10º
- Parigi-Roubaix

1979: 33º
1982: 4º
1983: 23º
1984: 23º
1988: 41º
- Liegi-Bastogne-Liegi

1980: 14º
1981: 2º
1982: 3º
1984: 30º
1986: 33º
1987: 63º
- Giro di Lombardia

1982: 18º
1983: 20º

### Competizioni mondiali
- Campionati del mondo

San Cristóbal 1977 - In linea Dilettanti: 7º
Nürburgring 1978 - In linea Dilettanti: 3º
Nürburgring 1978 - Dilettanti Cronosquadre: 3º
Valkenburg 1979 - In linea: 33º
Valkenburg 1980 - In linea: ritirato
Praga 1981 - In linea: 8º
Goodwood 1982 - In linea: 12º
Altenrhein 1983 - In linea: 10º
Barcellona 1984 - In linea: ritirato

## Riconoscimenti
- Mendrisio d'argento del Velo Club Mendrisio nel 1977